# Maurice Scève

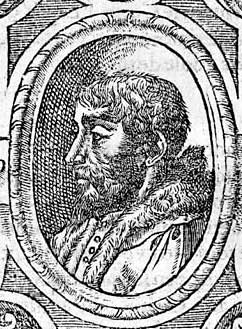
Maurice Scève

Maurice Scève (* um 1500 in Lyon; † um 1560, vermutlich ebenfalls in Lyon) war ein französischer Dichter. Er gilt als der bedeutendste Vertreter der um 1550 blühenden sogenannten Lyoneser Dichterschule, deren einigendes geistiges Band die idealistische neuplatonische Vorstellung von Liebe war, die man aus Italien übernommen hatte.

## Leben und Wirken
Maurice Scève war Sohn eines städtischen Richters aus alter Lyoneser Familie, erhielt eine gute humanistische Bildung und verbrachte sein Leben überwiegend in und nahe Lyon, das zu dieser Zeit dank seiner Nachbarschaft zu Italien wirtschaftlich und geistig florierte und ein Paris ebenbürtiges intellektuelles Zentrum bildete, weil es nicht von konservativen Institutionen wie der Sorbonne oder dem Parlement kontrolliert wurde.
Scèves bekanntere Werke sind die Elegie Arion (1536), die Ekloge La Saulaie, églogue de la vie solitaire (1547) und vor allem Microcosme, ein 3000 Verse langes enzyklopädisches Gedicht, das den Sündenfall Adams und Evas als Voraussetzung für die Entwicklung der menschlichen Fähigkeiten und damit allen Fortschritts sieht, den es an Beispielen darstellt (postum 1562 erschienen). Des Weiteren verfasste Scève sog. Blasons, d. h. damals beliebte Gedichte, die (weibliche) Körperteile besingen, sichtbare wie z. B. Le Sourcil (die Augenbraue) oder Le Front (die Stirn), aber gern auch die verhüllten.
Seinen Ruhm verdankte Scève vor allem dem Gedichtzyklus Délie, objet de plus haute vertu („D., Gegenstand höchster Tugend“), den er nach der Begegnung mit seiner großen, aber unerfüllten Liebe, der 20 Jahre jüngeren, ebenfalls dichtenden Pernette Du Guillet (etwa 1520–1545), 1537 begonnen und 1544 abgeschlossen hatte. Der Zyklus wird eröffnet durch ein achtzeiliges Zueignungsgedicht und umfasst dann 449 zehnzeilige Gedichte (Dizains), die im Druck durch Embleme in Gruppen unterteilt sind, und zwar nach dem System 5+(9×49)+3. Die in zehnsilbigen Versen verfassten Gedichte sind allesamt sehr kunstvoll, oft hermetisch. Sie sprechen von oder sind gerichtet an eine ideale Geliebte, die als grundsätzlich unerreichbar vorgestellt wird, ähnlich der Beatrice von Dante oder der Laura von Francesco Petrarca (deren Grab Scève 1533 in Avignon gefunden zu haben glaubte). Mit Délie – der Name ist ein Anagramm aus L’-I-D-E-E – steht Scève stilistisch und thematisch in der Tradition der sogenannten petrarkistischen Lyrik, einer von Petrarca um 1330 inaugurierten Art der Liebesdichtung, die in ganz Mittel- und Westeuropa rezipiert und mehr als zwei Jahrhunderte hindurch imitiert wurde.
Scève kannte sich nicht nur in der lateinischen, griechischen und italienischen Literatur aus, sondern auch in der spanischen, deren „Siglo de Oro“ (Goldenes Jahrhundert) gerade begann und zu deren ersten französischen Mittlern er zählte mit seiner Übertragung La déplourable fin de Flamecte, élégante invention de Jehan de Flores (Juan de Flores), espaignol, traduicte en langue françoise (1535).